# دوسلدورف-ورشتن
دوسلدورف-ورشتن (به آلمانی: Wersten) یک منطقهٔ مسکونی در آلمان است که در District 9 واقع شده‌است. دوسلدورف-ورشتن ۲۶٬۷۸۸ نفر جمعیت دارد.